# Kattfoten mindre 10

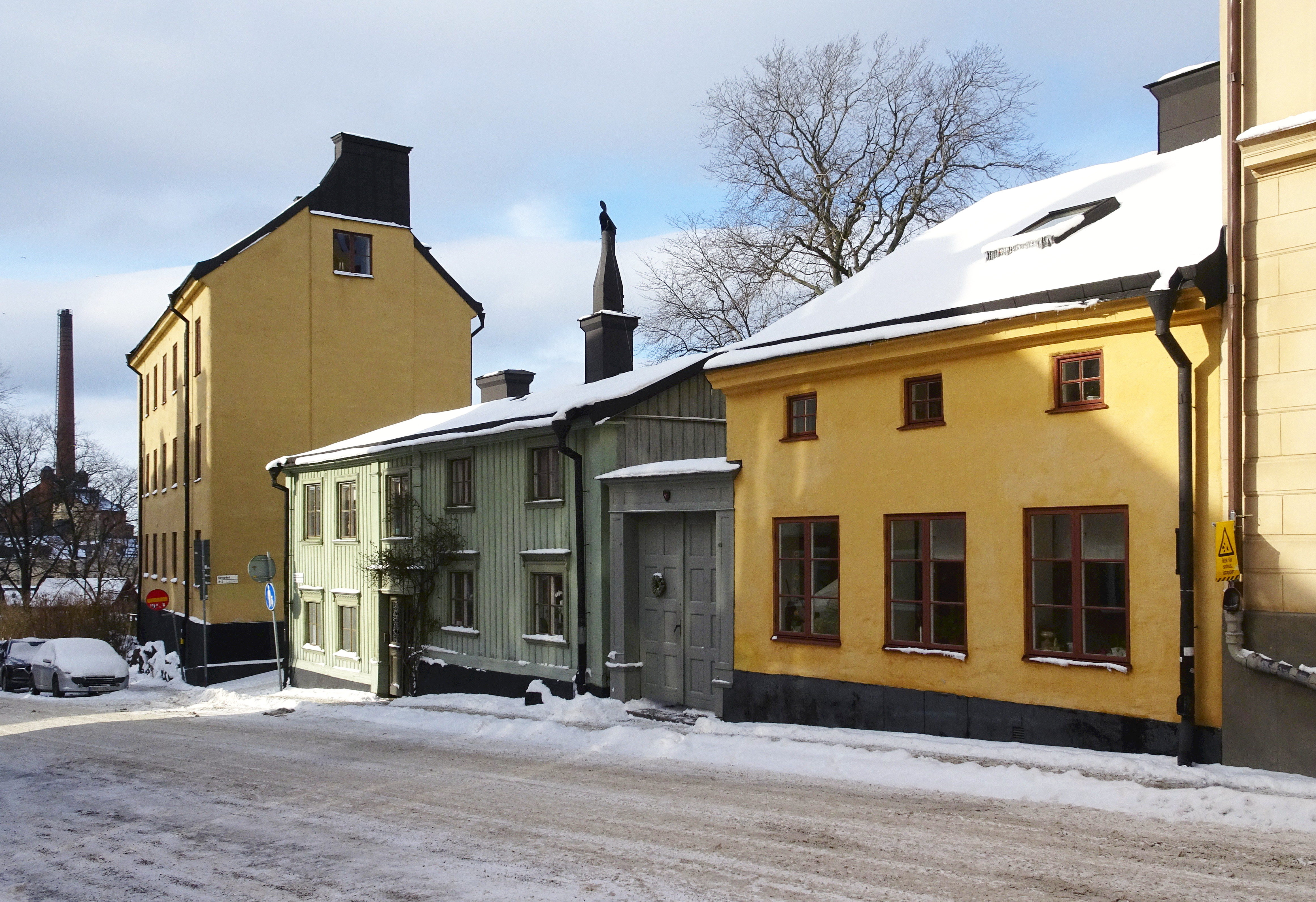
Bastugatan 44–46, i bakgrunden syns Bastugatan 48 (fastigheten Skinnarviken 1).

Kattfoten mindre 10 är en fastighet på Mariaberget, på Södermalm i Stockholm. Fastigheten består av fem äldre byggnader med adress Bastugatan 44–46 som är blåmärkta av Stadsmuseet i Stockholm vilket innebär att den har "synnerligen höga kulturhistoriska värden". Byggnaden ägs och förvaltas av kommunägda AB Stadsholmen.

## Kvarteret

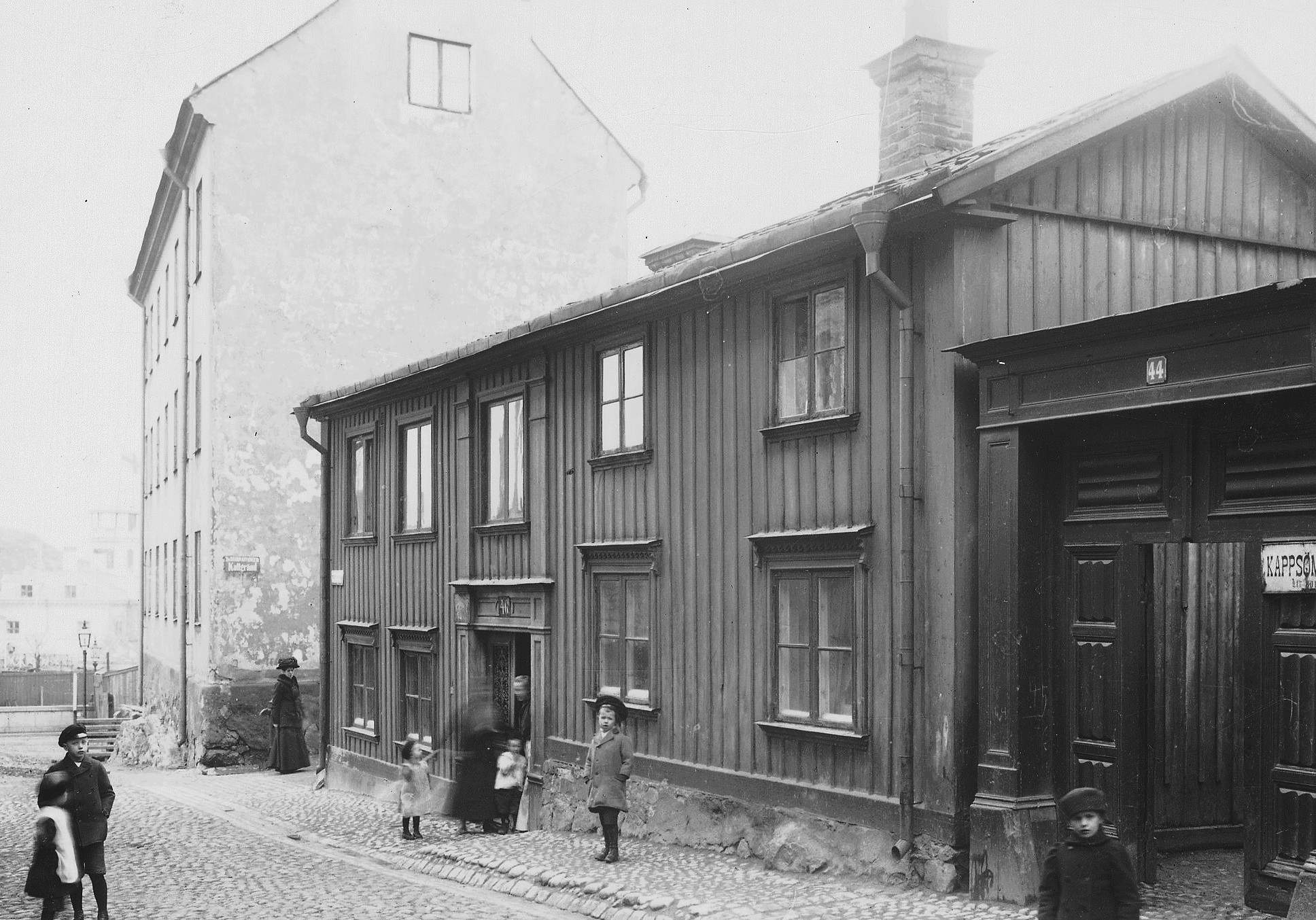
Bastugatan 46, 1912.

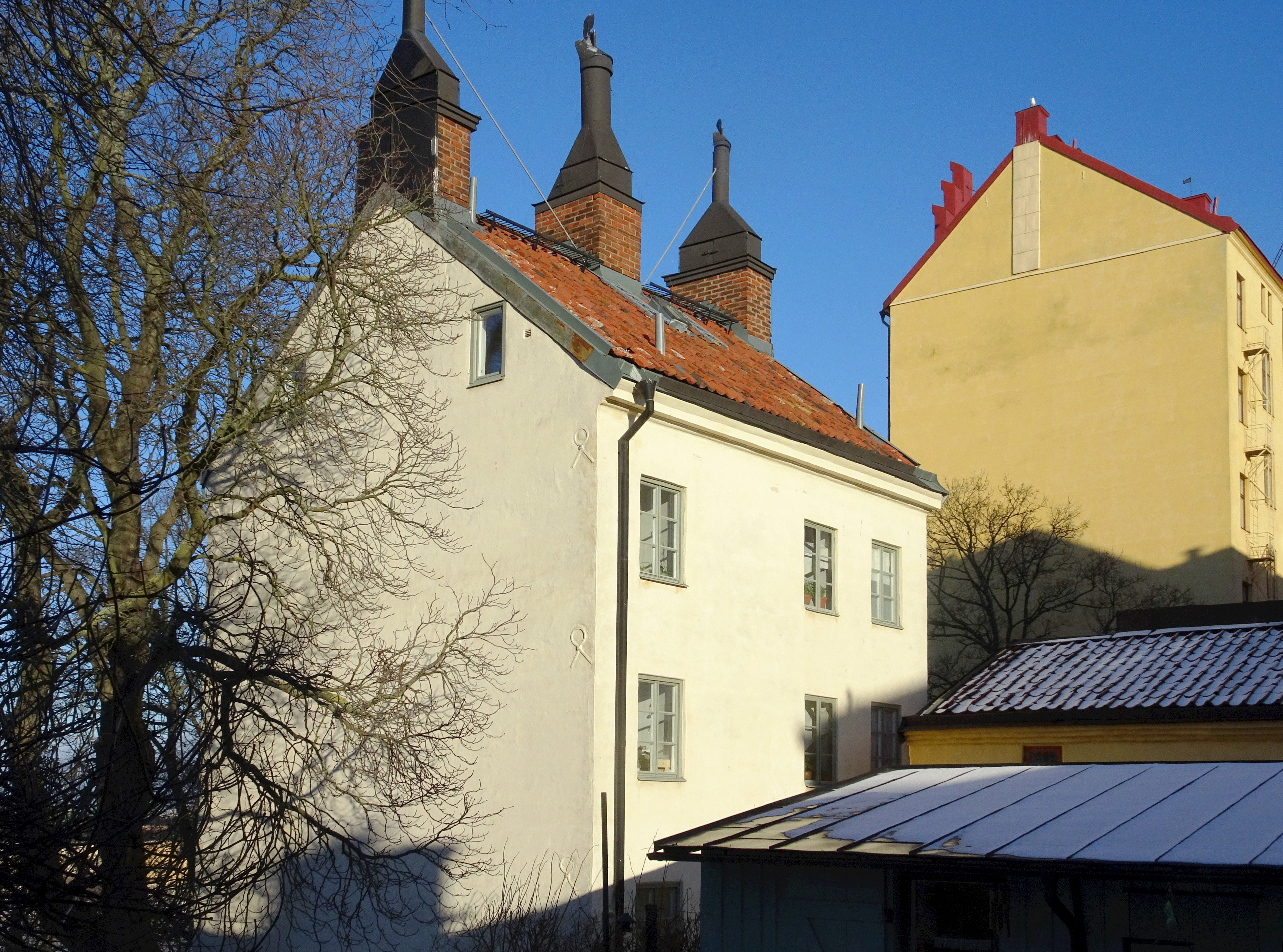
Gårdshus Bastugatan 44, 2018.

Kvarteret kattfoten mindre begränsades i söder av Bastugatan, i väster av Kattgränd och i öster av Timmermansgatan. Norr om kvarteret sträcker sig promenadstigen Monteliusvägen. 
Kattfoten hör tillsammans med bland annat Kattfoten större, Kattungen, Katthuvudet, Kattrumpan och Kattan mindre till en grupp ”kattkvarter” på Mariaberget som är belagda sedan 1649. De ligger längs norra och södra sidan om Bastugatan. I Holms tomtbok från 1679 heter kvarteret Kattefooten och motsvarar ungefär dagens kvarteret Kattfoten större. I fastigheten Kattfoten mindre 13 märks Mälarborgen.

## Fastighetens byggnader
Kattfoten mindre 10 består av två äldre, hopslagna tomter med bebyggelse från olika epoker. Den äldsta delen (Bastugatan 46) består av ett grönmålat, panelat trähus från 1700-talet. Under 1800-talets första hälft ägdes fastigheten av skräddargesällen Cornelis De Lang. Enligt en mantalslängd från 1835 bodde han i huset tillsammans med hustru och tre barn. Han hyrde även ut till fem andra familjer. År 1865 brandskadades huset som reparerades och byggdes om och då fick sitt nuvarande utseende.
Den nyare delen bebyggdes på 1860-talet med ett stenhus mot gatan och ett på bakgården (Bastugatan 44). Byggherren för gårdshuset var snickargesällen F. Danielsson som uppförde huset 1862. Danielsson blev snickarmästare 1867 och byggde då ytterligare ett stenhus, denna gång mot gatan. Mellan det äldre trähuset och det nya stenhuset mot gatan anordnades en inkörsport till bakgården. Porten och portalen gavs dekorativa skulpterade fyllningar. Danielsson bodde med sin familj i gathuset och hade förmodligen även sin verksamhet där. Gårdshusets bostäder hyrde han ut.
Båda fastigheterna förvärvades år 1900 av Stockholms stad och renoverades 1969 efter ritningar av byggnadsingenjör Henrik Brolin under överinseende av Stockholms stads fastighetskontor. Idag finns nio lägenheter och två lokaler inom Kattfoten mindre 10.